# Junior M.A.F.I.A.
Junior M.A.F.I.A (Junior Masters At Finding Intelligent Attitudes) var en amerikanskt hiphopgrupp från Brooklyn, New York. Gruppen bildades på initiativ av rapparen The Notorious B.I.G., som också fungerade som gruppens mentor.
1995 kom gruppens debutalbum ut, Conspiracy. När Notorious B.I.G. blev mördad 1997, så blev det en längre paus för hela bandet. Men 2005 respektive 2006 gick tre av originalmedlemmarna ihop och släppte albumet Riot Musik, och två DVDs under Junior M.A.F.I.A.-namnet.
Singlarna "Player's Athem" och "Get Money" hjälpte till en god start för rapparen Lil'Kims solokarriär.

## Diskografi
Studioalbum
- 1995 – Conspiracy
- 2005 – Riot Musik
- 2007 – Die Anyway

Samlingsalbum
- 2004 – The Best of Junior M.A.F.I.A.

Singlar
- 1995 - Player's Anthem
- 1995 - I Need You Tonight (med Aaliyah)
- 1996 - Get Money